# Esperança e Glória
Hope and Glory (pt/br Esperança e Glória ) é um filme britânico de 1987, do gênero drama de guerra, dirigido por John Boorman.

## Elenco
- Sebastian Rice-Edwards .... Bill Rowan
- Geraldine Muir .... Sue Rowan
- Sarah Miles .... Grace Rowan
- David Hayman .... Clive Rowan
- Sammi Davis .... Dawn Rowan
- Derrick O'Connor .... Mac
- Susan Wooldridge .... Molly
- Jean-Marc Barr ....  Bruce Carrey
- Ian Bannen .... avô George
- Annie Leon .... avó
- Jill Baker .... Faith
- Amelda Brown .... Hope
- Katrine Boorman .... Charity

## Principais prêmios e indicações
Oscar 1988 (EUA)
- Indicado nas categorias de melhor filme, melhor diretor, melhor fotografia, melhor direção de arte e melhor roteiro original.

BAFTA 1988 (Reino Unido)
- Venceu na categoria de melhor atriz coadjuvante (Susan Wooldridge).
- Indicado nas categorias de melhor filme, melhor direção, melhor atriz (Sarah Miles),melhor ator coadjuvante (Ian Bannen), melhor fotografia, melhor edição, melhor maquiagem, melhor desenho de produção, melhor trilha sonora, melhor roteiro original e melhor som.

Globo de Ouro 1988 (EUA)
- Venceu na categoria de melhor filme - comédia / musical.
- Indicado nas categorias de melhor diretor de cinema e melhor roteiro de cinema.